# Магнитное пересоединение

Магнитное пересоединение: модель представленная на изображении представляет собой поперечное сечение четырех областей магнетизма (доменов). Две магнитные линии, подвергающиеся пересоединению в магнитном сепараторе. Две силовые линии и связанное с ними вещество (плазма) направлены внутрь сверху и снизу, пересоединяются и выходят в горизонтальном направлении. Условия для пересоединения на изображении могут встречаться, но не требуются для повторного пересоединения. Существующее явление изучено недостаточно хорошо, начавшись однажды оно протекает намного порядков быстрее чем предсказывают стандартные модели.

Магнитное пересоединение (перезамыкание магнитных линий) — это явления, в которых силовые линии магнитного поля из разных магнитных доменов сходятся вместе и быстро перестраиваются. При таком магнитном перезамыкании силовых линий энергия магнитного поля нагревает ближайшие области атмосферы Солнца и разгоняет заряженные частицы до высокой скорости.